# Rosellinia novae-zelandiae
Rosellinia novae-zelandiae är en svampart som beskrevs av L.E. Petrini 2003. Rosellinia novae-zelandiae ingår i släktet Rosellinia och familjen kolkärnsvampar.   Inga underarter finns listade i Catalogue of Life.